# Плоске (Кошице-околина)
Плоске (слч. Ploské) насељено је мјесто са административним статусом сеоске општине (слч. obec) у округу Кошице-околина, у Кошичком крају, Словачка Република.

## Становништво
| Година:    | 1994. | 2004.    | 2014.   | 2024.    |
| ---------- | ----- | -------- | ------- | -------- |
| Број људи: | 700   | 811      | 874     | 1032     |
| Разлика:   |       | +15,85 % | +7,76 % | +18,07 % |

| Година:    | 2023. | 2024.   |
| ---------- | ----- | ------- |
| Број људи: | 1003  | 1032    |
| Разлика:   |       | +2,89 % |

Према подацима о броју становника из 2011. године насеље је имало 847 становника.